# Guitar Hero Live
«Guitar Hero Live» — музыкальная компьютерная игра, разработанная компанией FreeStyleGames и изданная компанией Activision. Она была выпущена для платформ PlayStation 3, PlayStation 4, Wii U, Xbox 360 и Xbox One в октябре 2015 года. В дальнейшем планируется выпустить игру для устройств под управлением iOS, включая Apple TV.
Игра является перезапуском серии Guitar Hero и первой новой частью в серии после выхода в свет Warriors Of Rock в 2010 году. Guitar Hero Live вносит существенные изменения в игровой процесс серии игр благодаря обновленному контроллеру — гитаре с раскладкой на 6 ладов и новому стилю исполнения с использованием настоящей видеосъемки для имитации реального концерта в восприятии от лица гитариста. Новый режим GHTV включает в себя рекомендованные списки воспроизведения в стиле музыкальных телеканалов и не требует традиционного загружаемого контента, который использовался в предыдущих играх серии Guitar Hero. Вместо этого игроку предлагается заработать или приобрести по запросу «исполнение» песен из сетевой библиотеки.
Игра Guitar Hero Live в целом получила положительные оценки. Критики хвалят новый дизайн контроллера, который сделал игровой процесс более сложным и реалистичным по сравнению с предыдущими играми серии Guitar Hero, а также большое разнообразие контента, доступного в режиме GHTV. Основной режим игры Live получил смешанные отзывы. Критики отмечают слабую звуковую дорожку, отсутствие сетевой игры и описывают видеоролики к песням как снятые в самоуверенной, утрированной и гротескной манере. Режим GHTV также получил смешанные оценки в связи с микроплатежами и отсутствием возможности навсегда приобретать песни в собственность.

## Игровой процесс
В Guitar Hero Live сохранен тот же игровой процесс, что и в предыдущих частях серии, игроку нужно использовать контроллер в виде гитары с кнопками и клавишей струн, чтобы ноты, отображаемые на «полосе прокрутки», совпадали с нотами из песни. В отличие от предыдущей схемы с пятью кнопками, у контроллера Guitar Hero Live шесть кнопок, расположенных в два ряда по три кнопки. Лады, представленные тремя прокручивающимися на экране полосами, содержат черные или белые ноты, расположенные в два ряда. На низких уровнях сложности задействуется один ряд кнопок, игра на высоких уровнях сложности может включать в себя «аккорды», в которых используются комбинации кнопок из обоих рядов. В игре в большинстве случаев используются аккорды из двух нот, задействующие верхний ряд кнопок, в то же время разновидности аккордов задействуют и кнопки нижнего ряда. Можно задерживать и продлевать звучание нот, которые отмечены специальными линиями после нотных значков, во время этого игрок может использовать тремоло-систему гитары, чтобы изменить высоту тона удерживаемой ноты. В песнях с быстрым темпом могут использоваться ноты с нисходящим и восходящим легато, обведенные специальным контуром, которые могут воспроизводиться без использования клавиши струн. В игре также сохранена концепция ударов по струнам, впервые воплощенная в предыдущих играх Guitar Hero, представленная в виде горизонтальной полосы поперек рядов и требующая, чтобы игрок нажал на клавишу струн, не используя клавиши ладов. Игрок может выбрать один из четырёх уровней сложности, от которых зависят количество и сложность сочетаний нот, которые он должен сыграть, и скорость прокрутки нот на экране.
Режим карьеры в игре
В основном режиме однопользовательской игры, который называется GH Live, игрок исполняет песни, сопровождающиеся видеоматериалами, снятыми от лица ведущего гитариста группы. На видео запечатлена аудитория и музыканты группы. Во время исполнения песни зрители положительно реагируют на хорошее выступление, если игрок совершает мало ошибок. Если игрок делает несколько ошибок подряд, зрителям сначала становится скучно, а потом они начинают смеяться над игроком и выражать своё неодобрение. Игроку следует или постараться избежать ошибок в дальнейшем, чтобы снова завоевать сердца зрителей, или использовать накопленную Hero Power (Силу героя), чтобы быстро вернуть себе расположение аудитории. Сила героя накапливается, если герой не делает ошибок при воспроизведении нот. Сила героя обозначается на экране значками в виде гитары рядом со звуковой дорожкой, и её можно использовать впоследствии. Игрок может воспользоваться Силой героя на ограниченный период времени или наклонив контроллер-гитару вперед, или нажав на специальную кнопку на контроллере.
Режим карьеры разбит на дюжину выступлений, каждое из которых состоит из 3-5 песен и включает в себя видеозаписи с представлением членов музыкальной группы и одобрительными возгласами и аплодисментами зрителей до, между и после исполнения песен, помогающими воссоздать ощущение живого концертного выступления. Игрок должен разблокировать каждое выступление, чтобы пройти игру. После полного прохождения выступления игроку показывается его общий рейтинг и рейтинг для каждой песни по отдельности с учётом таких факторов, как процент правильного воспроизведенных нот, самая длинная последовательность правильно сыгранных подряд нот и промежуток времени, в течение которого виртуальная аудитория не теряла интерес к выступлению. Игрок также получает возможность исполнять отдельные песни из этих выступлений.
В игре также присутствует вокальное сопровождение, которое позволяет игрокам подпевать словам песен. В данный момент не планируется включать в игру другие музыкальные инструменты, такие как бас-гитары или барабаны, так как разработчик Джейми Джексон заявил, что игра «посвящена гитарам».
В игру также можно играть при помощи приложений на мобильных устройствах, которые поддерживают гитару, обеспечивая «полноценную игру безо всяких исключений». Подтвержденные платформы для этой версии включают в себя и Apple TV четвёртого поколения.
Guitar Hero TV
Вдобавок к песням, которые поставляются вместе с игрой, дополнительные песни появляются в игре через Guitar Hero TV (GHTV). Джексон объяснил, что эта функция и рекомендованные списки воспроизведения предназначены «для открытия новых песен и для нахождения и воспроизведения тех песен, которые вы уже полюбили». Хиршберг из Activision заявил, что GHTV был разработан для того чтобы игроки могли получать доступ к новым песням из списка доступного круглосуточно контента, а не полагаться на запланированный загружаемый контент, что позволяет компании предоставить игрокам значительно большее количество песен. Тайлер Мишо из компании Activision заявил, что «только на GHTV в день выпуска игры их могло бы быть несколько сотен». Двести песни были доступны на GHTV сразу после выхода игры, и разработчики планируют добавлять новые песни на GHTV почти каждую неделю.
При запуске режима Guitar Hero TV игроку на выбор предлагается несколько тематических каналов, на которых транслируются программы с песнями, рекомендованными для исполнения, по заданному расписанию, напоминающему программу радиопередач. На одном из таких каналов всегда представлены новые песни, которые были добавлены в Guitar Hero TV. Песни в Guitar Hero TV представляют собой видеоклипы или записи с концертов музыкальных групп, вместо специального видеоряда для одиночной игры. Игрок может выбрать и сыграть любую песню, воспроизводимую в данный момент, он также может использовать игровую валюту, чтобы проиграть определённую песню вне расписания канала.
За игру в режиме GHTV игрокам начисляются баллы, а свой результат можно сравнивать с достижениями игроков, играющих в данный момент или игравших ранее. Чтобы получить больше баллов, игроки могут накапливать «Силу героя» так же, как и в основной игре, которая заменяет концепцию «Силы звезды» из предыдущих игр серии Guitar Hero. До начала песни в случае необходимости игрок может приобрести за игровую валюту одну или несколько Сил героя, которые он может использовать во время игры, увеличивая количество заработанных баллов и улучшая своё выступление. Силы героя позволяют воспользоваться коэффициентом усиления при начислении баллов, временно убрать все ноты с нотной дорожки, увеличить или уменьшить плотность нот. Когда песня завершена, игроку присваивается рейтинг в зависимости от сравнения его выступления с другими игроками, и начисляются очки опыта, игровая валюта и другие бонусы. Очки опыта используются, чтобы поднять рейтинг игрока в Метаигре GHTV, позволяя им разблокировать обложки карт игрока и другие возможности GHTV.
За игровую валюту игроки могут приобрести право играть на канале GHTV Premium. Здесь игрок опосредованно соревнуется с другими игроками, пытаясь получить наивысшую оценку, а также сыграть блок из чередующихся песен, составляемый Activision, для чего от игрока может потребоваться сыграть другие песни, предлагаемые Guitar Hero TV, или игровая валюта. За получение наивысших оценок, за выполнение этих заданий, а также за выполнение заданий в одиночной игре игрок получает такие награды, как, например, возможность изменить внешний вид отображаемых ладов и игровую валюту. Игровая валюта также может приобретаться при помощи микроплатежей, хотя разработчики заявили, что режим Premium может быть пройден без покупки игровой валюты. Игроки могут приобрести «Party Pass» (Пропуск на вечеринку), который предоставляет полный доступ ко всем возможностям GHTV и платным функциям в течение 24 часов без необходимости тратить дополнительные кредиты. Этот режим FreeStyleGames предусмотрели для игроков, организующих большие вечеринки или другие подобные мероприятия.

## Список песен
В Guitar Hero Live представлены песни множества музыкальных жанров. Разработчики признают, что сложные композиции для гитары не ограничиваются рок-музыкой. Среди игровых композиций есть песни The Black Keys, Blitz Kids, Эда Ширана, Fall Out Boy, Gary Clark, Jr., Green Day, The Killers, The Lumineers, My Chemical Romance, Pierce the Veil, The Rolling Stones, Skrillex, и The War on Drugs. Для демонстрационного показа на мероприятии, посвященном выходу игры, была выбрана песня группы Fall Out Boy — «My Songs Know What You Did in the Dark».
Версия игры, приобретенная по предварительному заказу, включает в себя три эксклюзивных звукозаписи Avenged Sevenfold. По словам ведущего певца М. Шадоус эти песни были записаны на рок-фестивале в Англии и в Мехико. Песни, включенные в предварительный заказ: «Shepherd of Fire», «Buried Alive» и «Nightmare».
Игра не поддерживает песни или контроллеры для предыдущих частей серии. Джексон оправдывал это решение тем, что Guitar Hero Live — «совершенно новая игра», и существующий контент не будет работать из-за изменений, внесенных в игровой процесс. Не существует традиционного загружаемого игрового контента в виде дополнительных песен. FreeStyleGames предложили новые песни, которые будут чередоваться в сетевом режиме GHTV по принципу служб цифрового радиовещания, таких как Spotify и Pandora, и которые игроки могут проигрывать по заказу, потратив игровые жетоны. Этот подход позволяет обеспечить соблюдение лицензионных прав, и, по словам Джексона, лучше вписывается в картину «одноразовой культуры» современного общества. FreeStyleGames не планирует предоставлять контент GHTV для игры в автономном режиме.
Сорок две песни записаны на диске с игрой, как песни «GH Live» и ещё двести песен были доступны на GHTV при выпуске игры.

## Разработка
Музыкальные игры наподобие Guitar Hero и Rock Band были очень популярны с 2005 по 2008 год, но из-за перенасыщения рынка и начала рецессии в 2009 году популярность жанра пострадала из-за нескольких крупных неудач и вскоре быстро сошла на нет. Продажи предыдущей игры из этой серии — Guitar Hero: Warriors Of Rock были ниже, чем ожидалось. NPD Group сообщила о 86 000 копий, проданных в Соединенных Штатах для всех платформ за последние пять дней сентября, в течение которых игра впервые была доступна. Эта цифра значительно ниже аналогичных показателей для предыдущих игр серии — 1,5 миллиона и 500 000 копий Guitar Hero III: Legends of Rock и Guitar Hero World Tour было продано за первую неделю продаж, соответственно. Общий объём продаж в Северной Америке Warriors of Rock и DJ Hero 2 был ниже одного миллиона в 2010 году, что на 63 % ниже общего объёма продаж Guitar Hero 5, DJ Hero и Band Hero в 2009 году. Слабые продажи Warriors Of Rock в частности привели к тому, что компания Activision отказалась от выпуска продолжения, запланированного на 2011 год, и заморозила серию Guitar Hero.
В июле 2011 года в интервью для Forbes.com, генеральный директор Activision Бобби Котик заявил, что они хотят попытаться «переосмыслить» серию, но бывший сотрудник Vicarious Visions рассказал, что в 2012 году Activision заморозила все разработки, связанные с Guitar Hero. Ещё один источник, близкий к Vicarious Visions, сообщил Kotaku, что ещё на стадии разработки Guitar Hero 7 силами Activision игра была признана «катастрофой».
В отмененной игре отсутствовали дополнительные инструменты и использовалось только внешнее устройство в виде гитары, включавшее в себя механизм с 6-кнопочной панелью, заменивший кнопку струн. В конце концов его сочли слишком дорогим для производства и последующих продаж. Разработчики начали с нуля, пытаясь создать новых персонажей и концертные площадки, которые бы лучше реагировали на воспроизводимые песни, чтобы привнести ощущение живого музыкального концерта, но в конечном итоге это оказалось слишком трудным, и проект был забракован. Кроме того, в связи с небольшим бюджетом выбор песен был ограничен «низкобюджетными» хитами 1990-х годов, или периодическим повторным использованием песен, которые ранее входили в игры серии Guitar Hero. И, несмотря на то, что проект был рассчитан на два года, он был закрыт после того, как через год президент Activision Эрик Хиршбер ознакомился с текущим положением дел.

## Под брендом Guitar Hero Live
В феврале 2015 года пошли слухи, что новые части серий Guitar Hero и Rock Band разрабатываются для приставок восьмого поколения; 5 марта 2015 года Harmonix объявила о создании Rock Band 4. 14 апреля 2015 года, Activision официально анонсировала перезапуск серии Guitar Hero, разработкой Guitar Hero Live занималась FreeStyleGames.
В интервью журналу Fortune генеральный директор Activision, Эрик Хиршберг сделал вывод, что даже после пяти лет, прошедших со дня выпуска последней игры, бренд Guitar Hero до сих пор привлекает к себе большое внимание в социальных сетях, страницу Guitar Hero в Facebook посетило более 10 миллионов пользователей. Тем не менее, Хиршберг заявил, что Activision поняла, что им необходимо перезапустить серию таким образом, чтобы потребители не считали её продолжением предыдущих игр, и чтобы привлечь тех, кого ранее отпугнуло перенасыщение рынка музыкальными играми.
Разработка новой игры была поручена FreeStyleGames в 2012 году. FreeStyleGames работала как над DJ Hero, так и над DJ Hero 2, и обе игры получили положительные отзывы критиков. Последняя была выпущена уже на волне уменьшения интереса к музыкальным играм. FreeStyleGames пережила несколько сокращений штатов в связи с приостановлением серии Guitar Hero, но продолжала оставаться одной из студий Activision и успешно работала над игрой Sing Party для Wii U. Когда разработка Sing Party была окончена, в студии был создан отдел исследований и разработок, чтобы при участии Activision начать мозговой штурм и определить, какой должна быть их следующая игра. Хиршберг призвал разработчиков переосмыслить Guitar Hero, отметив преданность фанатов серии, но подчеркнув, что только новаторские решения будут иметь успех. Activision разрешила команде разработчиков создать игру, не опираясь на предыдущие игры серии. Игровой процесс Guitar Hero Live был создан с нуля; Разработчик Джейми Джексон пояснил, что цель игры в том, чтобы внести «большие инновации» в серию, а не продолжать в формате, который использовался в предыдущих играх. Он попросил своих сотрудников «вдуматься в название Guitar Hero, думать о ней, как о музыкальной игре с устройством ввода в виде гитары, и при этом делать вид, что ничего другого никогда не было создано». Команда сосредоточилась на том, что сделало серию Guitar Hero такой увлекательной и проанализировала предыдущие игры серии, которые позволяли игроку почувствовать себя гитаристом-суперзвездой. Целью последующих проектных решений и стало воссоздание этой атмосферы. Команда также привела в пример серию Activison — Call of Duty, как пример игры, к которой достигнуто полное погружение от первого лица.
Сама игра более реалистична и позволяет глубже погрузиться в атмосферу. Компьютерные сцены и персонажи из предыдущих игр заменены видеороликами, позволяющими взглянуть на происходящее на сцене глазами ведущего гитариста, и имитирующими обстановку настоящих концертов. Динамичные видеоматериалы дают возможность показать положительную или отрицательную реакцию зрителей и музыкантов, в зависимости от выступления игрока. В видеоматериалах, снятых от первого лица, остальных членов группы играют актёры, и они сняты с использованием роботизированной камеры системы Болт, запрограммированной для имитации движения гитариста на сцене. Камера Болт передвигалась на расстояние до 30 футов (9,1 м), и могла быстро двигаться и поворачиваться, имитируя скорость движений музыканта. Перед съемками с камеры актёр, с закрепленными на нём датчиками движения и местоположения, исполнял песню вместе с другими актёрами; эти движения записывались и затем использовались, чтобы управлять камерой, заменившей актёра. Чтобы избежать травм актёров при столкновении с камерой, движения актёров были срежиссированы в зависимости от движений камеры и использовались как подсказки для других актёров. Чтобы сделать переходы от положительных эмоций к отрицательным, и наоборот, более гладкими, для каждой песни было снято по несколько дублей, используя одни и те же движения камеры. Группы от 200 до 400 актёров снимались с использованием хромакея, чтобы воссоздать зрителей. За счет использования различных монтажных кадров и других методов редактирования эти группы актёров могли закрывать достаточно большие пространства. Для имитации большой аудитории эти кадры накладывались на видеозаписи с настоящих рок-концертов и 3D-модели, созданные FreeStyleGames. Студия визуальных эффектов Framestore помогла отредактировать и смонтировать цифровые видеоматериалы с игрой актёров. Эффект объемного звука также использован в видеоматериалах, и громкость звучания различных инструментов изменяется в зависимости от того, насколько близко от них находится актёр.
Десять различных музыкальных групп представляют песни в режиме «Guitar Hero Live». Чтобы помочь с созданием соответствующего имиджа для вымышленных групп и их поклонников, FreeStyleGames подготовила материалы, которые каждая группа должна иметь в ходе развития своей карьеры, такие как обложки альбомов и костюмы, черпая вдохновение из всевозможных музыкальных жанров.
Guitar Hero Live рассматривалась как игра, которую в дальнейшем можно развивать при помощи обновлений, в отличие от предыдущих игр серии, которые выпускались ежегодно, что и привело к снижению интереса к музыкальному жанру в 2009 году. Такие элементы как Guitar Hero TV были заложены в игру, чтобы иметь возможность предоставлять новую музыку, не приобретая ограничивающие лицензионные права. FreeStyleGames обнаружила, что этот режим привлек внимание музыкальных групп, которые с удовольствием предлагали для него свою музыку. В GHTV музыканты видели сходство с музыкальными телевизионными каналами 1980-х и 1990-х годов, рекламировавшими их произведения, так как наряду с проигрыванием музыки GHTV также показывает самих музыкантов. Игра была разработана таким образом, чтобы новые режимы игры могли быть предложены как часть обновлений контента.

## Маркетинг и реклама
14 апреля 2015 года Хиршберг и Джексон пригласили Пита Венца из Fall Out Boy и Джерарда Уэя из My Chemical Romance, чтобы популяризировать игру. Венц спел песню своей группы «My Songs Know What You Did in the Dark» в режиме Guitar Hero Live, в то время как Уэй и Джексон соревновались друг с другом, исполняя песню Chemical Romance «Na Na Na». Рекламный ролик игры был показан в октябре 2015 года, роли исполнили Ленни Кравитц и Джеймс Франко. Вместе с Activision CW создала специальные рекламные материалы для Guitar Hero Live, показав как актёры Дэвид Рэмси и Кэндис Паттон играют в игру за неделю до её выхода в свет. В последнее воскресенье перед выходом игры рэпер Маклемор и Джейми Джексон из FreeStyleGames сыграли в Guitar Hero Live на стадионе во время получасового шоу перед домашней игрой Сиэтл Сихокс.

## Отзывы
| Сводный рейтинг       | Сводный рейтинг                             |
| Агрегатор             | Оценка                                      |
| --------------------- | ------------------------------------------- |
| GameRankings          | (XONE) 80,93 % (PS4) 81,91 % (WIIU) 80,00 % |
| Metacritic            | (XONE) 81/100 (PS4) 80/100                  |
| Иноязычные издания    |                                             |
| Издание               | Оценка                                      |
| Destructoid           | 9,5/10                                      |
| Game Informer         | 7,5/10                                      |
| GameRevolution        | [ 9 ]                                       |
| GameSpot              | 6/10                                        |
| GamesRadar+           | [ 11 ]                                      |
| GameTrailers          | 8,7/10                                      |
| IGN                   | 7,9/10                                      |
| Polygon               | 9/10                                        |
| Русскоязычные издания |                                             |
| Издание               | Оценка                                      |
| Riot Pixels           | 75 %                                        |
| «Игры Mail.ru»        | 8,0/10                                      |

Guitar Hero Live получила положительные отзывы критиков. Интернет сайты GameRankings и Metacritic, собирающие отзывы, поставили версии для Xbox 81,57 % на основе 15 обзоров и 82/100 на основе 15 обзоров, Версия для PlayStation 4 получила 81,00 % на основе 35 обзоров и 79/100 на основе 51 обзора и версия для Wii U — 80,00 % на основе 2 обзоров.
GameSpot похвалил обновленную механику игрового процесса Guitar Hero Live за «[внесение] крайне необходимых инноваций в жанр, находящийся в состоянии застоя», отметив новую реализацию аккордов, нисходящего и восходящего легато в связи с внедрением новой схемы расположения кнопок, и новые возможности, которые были предложены игрокам, освоившим старый игровой контроллер с пятью кнопками. Режим Live был подвергнут критике за то, что он «навязчив» и «такой гротескный, что граничит с пародией», а видеоролики «абсолютно не в состоянии заставить вас поверить в то, что вы суперзвезда. Все делано улыбаются с наигранным восторгом, при этом неуклюже корчат рожи перед камерой, и ещё никто так комично и так неискренне не показывал вам поднятый вверх большой палец». Музыкальную основу игры также критиковали за слишком большое количество поп-песен, в которых партия гитары играет маловажную роль, а ещё рецензент отметил, что в некоторых песнях ноты, показываемые на экране, не соответствуют фактической партии гитары. Был отмечен большой выбор песен на GHTV, однако режим был подвергнут критике за свою зависимость от микроплатежей, необходимость использовать игровую валюту для того, чтобы играть песни по запросу, и невозможность разблокировать песню «навсегда» или «приобрести её», как загружаемый контент.
Polygon отметил, что Guitar Hero Live была «умной и инновационной, и никто, кроме FreeStyleGames, не смог бы воплотить её в жизнь»; шестикнопочную раскладку контроллера хвалили за то, что она предлагала более реалистичные имитацию игры на гитаре при помощи пальцев и начальные аккорды, чем в предыдущей схеме с пятью кнопками, что выразилось в «интересной» кривой возрастания уровня сложности. Видеоролики из режима Live были названы «глупыми» но все же «более очаровательными, чем какие-либо другие, на которых запечатлены виртуальные зрители и исполнители». Было также отмечено «самоуверенное» и «карикатурное» поведение групп на сцене и заблокированный контент с их предысторией. Звуковая дорожка главной части игры Live была раскритикована за то, что главным образом состояла из современных песен, но это компенсировалось большим количеством контента, доступного для потоковой передачи или предоставляемого по требованию в режиме GHTV. В то же время необходимость микроплатежей для воспроизведения песен по требованию была названа механикой, которая «полностью выбивает почву из-под ног „хардкорных“ игроков, которые пытаются освоить песни на максимальном уровне сложности». Режим GHTV хвалили за его подачу, и за поощрение музыкальных открытий по мере прохождения игры.

## Закрытие серверов GHTV
В начале июня 2018 года компания Activision объявила о закрытие серверов в Guitar Hero Live. Игровая валюта больше не продаётся, игра удалена из магазина App Store, а сам режим GHTV закрылся 1 декабря 2018 года.